# Árpád-hegy
Az Árpád-hegy Szerencsen található vulkanikus eredetű hegy, amely riolitból épül fel. A hegyen borospincék, több szőlősor és fenyveserdő van. A közelben található a hegyről elnevezett Árpád-hegyi horgásztó. A hegyre épült a város északi része és a Szerencsi Református Templom. A keleti oldalon játszótér áll. A rajta levő utcák egyikét is Árpád-hegyről nevezték el.

## Közeli városok, várak, hegyek, híres épületek
- Szerencs
- Bekecs
- Legyesbénye
- Rátka
- Tállya
- Mád
- Erdőbénye
- Monok
- Megyaszó
- Tarcal és Tokaj

- Kopasz-hegy
- Szokolya (hegy Erdőbénye mellett)
- Farkas-tető
- Nagy-hegy
- Fekete-hegy

- Szerencs, Rákóczi vár
- Monok, Kossuth-ház

## További információ
- Árpád hegyi horgásztó. horgaszviz.hu, 2012 [last update]. [2013. január 16-i dátummal az eredetiből archiválva]. (Hozzáférés: 2012. november 24.)
- Képek. sulinet.hu, 2006 [last update]. (Hozzáférés: 2012. november 24.)
- Sziget Alapítvány. szerencs.hu, 2012 [last update]. [2016. május 5-i dátummal az eredetiből archiválva]. (Hozzáférés: 2012. november 24.) „Hegy”